# Cerocala mindingiensis
Cerocala mindingiensis är en fjärilsart som beskrevs av Jean Romieux 1937. Cerocala mindingiensis ingår i släktet Cerocala och familjen nattflyn. Inga underarter finns listade i Catalogue of Life.